# César Guardia Mayorga
César Guardia Mayorga (Ayacucho, Perú, 1906- Lima 1983) fue un escritor, filósofo y profesor universitario peruano. Contribuyó a la literatura quechua con poesía y estudios de lingüística. Asimismo escribió libros de historia y filosofía.

## Trayectoria
Guardia Mayorga nació en Ayacucho pero luego se mudó con su familia a la ciudad de Arequipa. Ahí estudió la secundaria en colegio Independencia Americana. En 1929, ingresa a estudiar Filosofía en la Facultad de Letras de la Universidad Nacional de San Agustín. En 1931 obtiene su grado de bachiller de la Facultad de Filosofía, Letras e Historia. Recibe el Doctorado en 1934 y en 1937 obtiene el título de Abogado.

## Legado
En 2020, el investigador Óscar Huamán Águila recibió el Premio Casa de las Américas por realizar una tesis sobre la obra de Guardia Mayorga.

## Obra
- Historia contemporánea, 1937.
- Reconstruyendo el aprismo, 1945.
- Historia de la filosofía griega, 1953.
- La reforma agraria en el Perú, 1957.[3]
- Diccionario kechwa-castellano, castellano-kechwa, 1959.
- De Confucio a Mao tse tung, 1960.
- Runa simi jarawi (poemario en quechua II), 1962.
- Job el creyente y Prometeo el rebelde, 1966.
- Psicología del hombre concreto, 1967.
- Carlos Marx y Federico Engels, 1968.
- Gramática kechwa, 1973.
- En el camino, 1978.
- Vida y pasión de Waman Poma de Ayala, 1979.
- Reforma Universitaria, 1949.
- ¿Es posible la existencia de una Filosofía Nacional o Latinoamericana? , 1956.
- Lenin y José Carlos Mariátegui, 1970.
- La Religión en el Tawantinsuyo (inédito).
- Prólogo en "Peruanicemos el Perú" de José Carlos Mariátegui, en 1970